# Déjeuner au Gotham Café
Déjeuner au Gotham Café (titre original : Lunch at the Gotham Café) est une nouvelle de Stephen King parue tout d'abord en 1995 dans l'anthologie Dark Love puis dans le recueil Tout est fatal en 2002.

## Résumé
Steve Davis vient d'être quitté par sa femme, Diane, sans qu'il ait vu cela arriver et plonge dans la déprime. Diane demande le divorce et un rendez-vous est pris entre les deux conjoints et leurs avocats respectifs au Gotham Café, un restaurant chic de New York. L'avocat de Steve a un empêchement de dernière minute mais Steve, désireux de revoir Diane, décide d'aller quand même au rendez-vous. À son arrivée, il remarque l'étrange comportement du maître d'hôtel. Le déjeuner tourne très vite à la dispute entre Steve et Diane, qui est interrompue lorsque le maître d'hôtel, apparemment pris d'une crise de folie, se met à hurler.
Le maître d'hôtel, armé d'un couteau de chef, tue l'avocat de Diane et s'en prend ensuite à Steve alors que la panique devient générale dans le restaurant. Steve, entraînant Diane à sa suite, se réfugie dans la cuisine où il est poursuivi par le maître d'hôtel, qui blesse gravement le chef cuisinier. Steve se défend avec divers ustensiles et manque d'être tué par le maître d'hôtel quand Diane lui donne un coup de pied au derrière. Il parvient néanmoins à assommer le forcené d'un coup de poêle à frire. À leur sortie du restaurant, Steve et Diane recommencent à se disputer. Steve, mis hors de lui par l'ingratitude de sa femme, finit par la gifler. Il regarde ensuite les secours s'occuper des victimes tout en imaginant ce qui a bien pu pousser le maître d'hôtel à la folie et en reproduisant son hurlement strident.

## Distinctions
Déjeuner au Gotham Café a remporté le prix Bram Stoker de la meilleure nouvelle longue 1996.

## Adaptations
La nouvelle a été adaptée sous forme de court métrage par Jack Edward Sawyers en 2005. Stephen King y fait un caméo dans le rôle de l'avocat de Steve. Ce court métrage a remporté le prix de la meilleure adaptation à l'International Horror and Sci-Fi Film Festival de Phoenix.